# کوین یانگ (دونده)
 کوین یانگ (انگلیسی: Kevin Young؛ زادهٔ ۱۶ سپتامبر ۱۹۶۶) یک ورزشکار دو و میدانی رشتهٔ دو ۴۰۰ متر بامانع اهل ایالات متحده آمریکا است. او با زمان با ۴۶٫۷۸ ثانیه، که در بازی‌های ۱۹۹۲ بارسلون از خود به جا گذاشت، رکوردار جهان و المپیک در این رشته است.